# Новая Толковка (Мордовия)
Новая Толковка (мокш. Од Толку, Вирь Толку) — село, центр сельской администрации в Ковылкинском районе. Население 128 чел. (2001), в основном мордва-мокша.
Расположено в 50 км от районного центра и железнодорожной станции Ковылкино. Название-антропоним: от дохристианского имени Толку. В «Списке населённых мест Пензенской губернии» (1869) Новая Толковка — деревня казённая из 30 дворов Краснослободского уезда; имелась деревенская Михаило-Архангельская церковь (1864). По подворной переписи 1913 г., в селе было 147 дворов (996 чел.); 2 хлебозапасных магазина, 3 маслобойки и просодранки, 2 шерсточесалки, 2 кузницы, кирпичный сарай, лавка. В советский период село было центральной усадьбой откормсовхоза «Лесной», затем ТОО «Лесное», в 1997—2001 гг. — СХПК. В современном селе — средняя школа, клуб, пекарня, отделение связи, 2 магазина, медпункт. В Новотолковскую сельскую администрацию входят пос. Котрокс (30 чел.), с. Лесная Сазоновка (52), Русская Лашма (18) и д. Новая Самаевка (232 чел.).

## Источник
- Энциклопедия Мордовия, Т. Н. Охотина.